# Боярское (Ярославская область)
Боярское — деревня в Ярославском районе Ярославской области. Входит в состав Заволжского сельского поселения.

## География
Находится в восточной части Ярославской области на расстоянии приблизительно 9 км на северо-восток по прямой от станции Филино.

## История
В 1859 году здесь (деревня Ярославского уезда Ярославской губернии) было учтено 12 дворов, в 1898 — 26.

## Население
Численность населения: 92 человека (1859 год), 17 (русские 100%) в 2002 году, 14 в 2010.